# Fortaleza do Monte

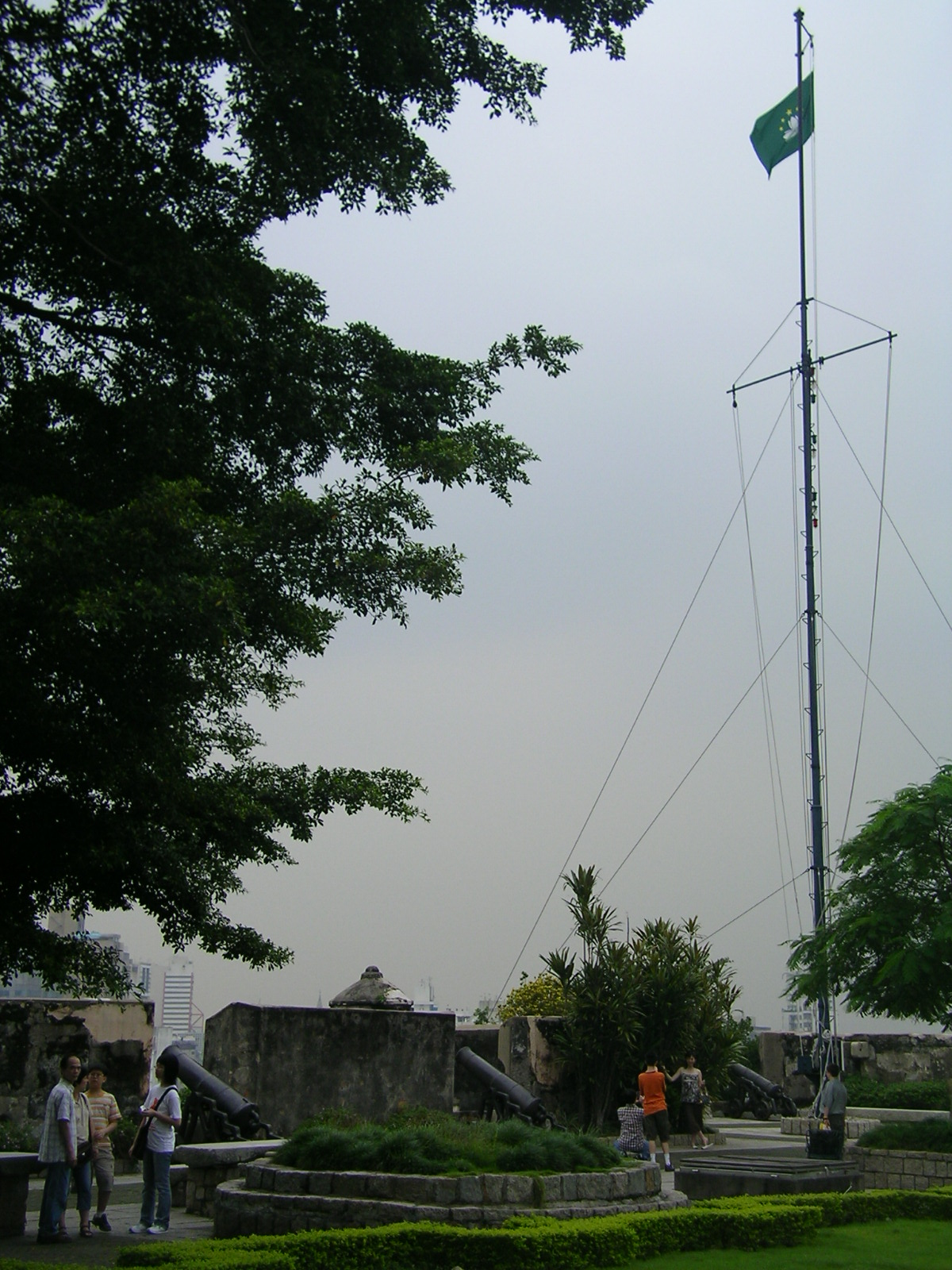
Fortaleza do Monte, Macau: aspecto de um dos baluartes.

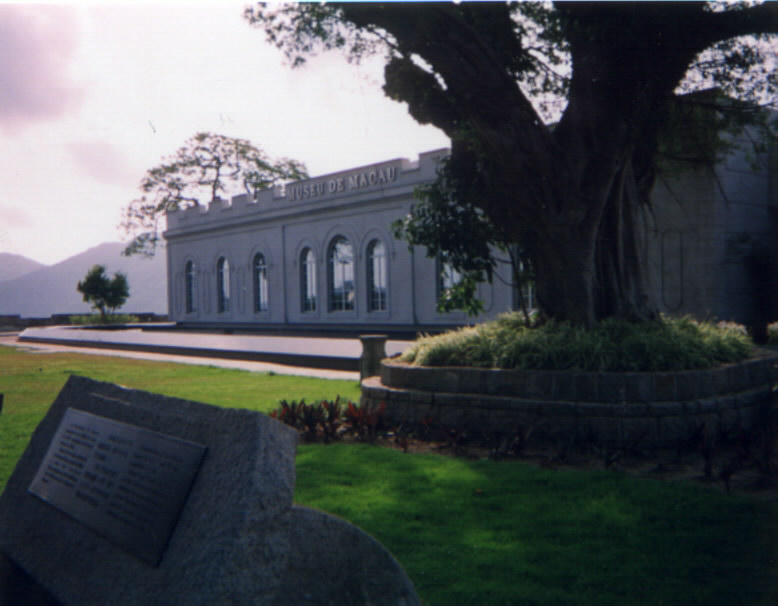
Museu de Macau, na Fortaleza do Monte, em 1999.

A Fortaleza de São Paulo do Monte, comumente referida apenas como Fortaleza do Monte, localiza-se no Macau e é actualmente um monumento histórico e desmilitarizado incluído no Centro Histórico de Macau, por sua vez incluído na Lista do Património Mundial da Humanidade da UNESCO.

## História
No contexto dos ataques da Companhia Neerlandesa das Índias Orientais a Macau entre 1603 e 1622, a fortificação remonta a uma cerca erguida pelos religiosos da Companhia de Jesus para defesa do monte de São Paulo, concluída por volta de 1606. Posteriormente, entre 1617 e 1626, em posição dominante sobre o seu cume, foi erguida a chamada Fortaleza do Monte, como parte de um vasto complexo que integrava o Colégio e a Igreja de São Paulo.
Este complexo era denominado como "Acrópole" e constituiu a principal estrutura defensiva da cidade, tendo se destacado quando da tentativa de invasão Neerlandesa em 1622.
Entre 1623 (ano da chegada do primeiro Governador de Macau, D. Francisco Mascarenhas) e 1746, a fortaleza tornou-se a residência governamental e um importante centro político e militar de Macau. A partir de 1746, como consequência da mudança de residência do Governador para o Palácio do Governador (situado na Praia Grande), ela foi virtualmente abandonada.
Em Setembro de 1808 foi ocupada, juntamente com a Fortaleza da Guia, por tropas da força expedicionária sob o comando do contra-almirante William O'Brien Drury, comandante-chefe das Forças Navais Britânicas nos mares da Ásia, a pretexto de proteção contra a ameaça francesa. Esse efetivo foi reembarcado no final desse mesmo ano, por força da concentração de cerca de 80.000 homens do exército chinês diante das portas da cidade.
Em 1835 um grande incêndio destruiu o Colégio e a Igreja de São Paulo, da qual apenas permaneceu a fachada de pedra que hoje vulgarmente designamos por Ruínas de São Paulo, mas que também causau danos irreparáveis aos edifícios da fortaleza. Após o incêndio, os edifícios da fortaleza nunca mais foram reconstruídos. Décadas mais tarde, a Fortaleza do Monte foi transformada num parque público devido à vegetação que cresceu naturalmente nos terrenos da fortaleza. Actualmente é um espaço muito popular entre os residentes e turistas pelo facto de ela oferecer uma vista panorâmica de Macau.
O único edifício da fortaleza que escapou do grande incêndio era um escritório do Departamento Meteorológico. Foi neste edifício, composto por dois níveis subterrâneos e um terceiro acima da plataforma no topo da fortaleza, que, em 1998, instalou-se o Museu de Macau que tem como principal objectivo contar a história do território.

## Características
Apresenta planta no formato quadrangular, com baluartes nos vértices, a 52 metros acima do nível do mar. As muralhas possuem 9 metros de altura e 2,7 metros de largura, erguidas em uma mistura de terra e argamassa de cal (confeccionada com conchas moídas), onde se rasgam 32 canhoneiras. As muralhas voltadas para o lado de terra não possuem ameias, indicando que a fortaleza foi erguida para defesa contra os ataques oriundos do mar. Ocupa uma área de 8.000 metros quadrados.
Estava equipada com canhões (que apenas foram disparadas uma só vez, em 1622), casernas, poços e um arsenal com munições e mantimentos para sustentar um assédio de dois anos.